# Контрудар (боевые искусства)
Контруда́р — удар, наносимый противнику в ответ на его атаку, как правило, при условии не достижения цели удара противника. Если же удар противника достиг своей цели, то удар в ответ будет просто новым ударом, атакой. Контрудар всегда соединяют с каким-либо видом защиты, чтобы избежать атакующего удара противника — обычно первого, ведущего удара в атаке. В соединении с защитой движение при контратаке всякого основного удара видоизменяется под влиянием характера данной защиты.
В качестве контрудара в ближнем бою применяют только короткие удары — прямые, снизу и боковые.
В ближнем бою боец действует быстрее, чем в дальнем. Большая скорость коротких ударов и быстрая смена положений сильно затрудняют бойцу ориентировку. В ближнем бою он должен особенно точно предугадывать действия противника, мгновенно предупреждать их, находя удобные исходные положения и для коротких ударов и для защиты. Поэтому бойцу необходимо тщательно изучить и усвоить защиты и контрдействия, применяемые в ближнем бою.
В действиях против атакующего встречные удары служат основными. Ими можно остановить и парализовать наступательные действия противника.
Одним из лучших встречных ударов следует считать прямой левой в голову. Он эффективен при любых положениях боя, пользующийся им боец находится в относительной безопасности от ударов противника.
Положение защиты должно быть удобным исходным положением для ответного удара, наносимого в момент, когда защита противника раскрыта. Не следует упускать этого момента, чтобы противник не успел вернуться в боевую стойку.
Выбор тех или других контрударов всецело зависит от характера защиты, в соединении с которой их наносят.
Изучая контрудары, необходимо получить представление о комбинациях, которыми возможно противодействовать различным атакам противника. Для этого против атакующих ударов подбирают наиболее целесообразные защиты и все контрудары, которые могут быть нанесены из данной защиты. Прочно усвоив различные виды защиты, легко наносить разнообразные контрудары.
Боец подбирает к определённым видам защиты наиболее подходящие контрудары, изучает их и, упражняясь, доводит до совершенства.
Выбирая способ защиты от атакующего удара противника, необходимо предусмотреть, какой удар может последовать за первым атакующим ударом противника. Надо помешать противнику развить атаку последующими ударами. Остановить её можно удачным встречным или ответным ударом, опередив им второй удар противника. Например, противопоставляя какой-либо способ защиты атакующему прямому удару левой в туловище, следует, как правило, ждать от противника второго удара в голову. В этом случае необходимо предупредить второй удар противника быстрым встречным или ответным ударом в голову.
Чтобы нанести контрудар, необходимо нейтрализовать удар противника. Это можно сделать следующими способами:
- блокировать удар противника и потом произвести контрудар;
- совершить уклон или уход и после ударить;
- опередить удар противника. Как говорят китайские мастера боевых искусств: «Контратака должна начаться после начала удара противника и завершиться до его окончания».

Контрудар — сложный манёвр. Для своей актуальности он должен обладать несколькими свойствами:
- быть своевременным — затянувшийся контрудар или может вообще не начаться из-за достижения удара противника цели, быть слабым или неточным;
- быть эффективным — контрудар — это прежде всего удар и он должен нести собой определённую цель (направленную на поражение противника);
- быть нужным — в условиях ведения конкретного боя бывает не всегда нужно ударять противника, нанося ему повреждения, таким образом контрудары для такого боя будут неуместны.

Достижение этих свойств контрударов требуют длительной подготовки, направленной на достижения определённого уровня автоматизированной техники ведения боя, нужных скоростей реакции.

### Встречные удары
Встречный уда́р — это удар, выполняемый одновременно с атакующим движением противника. Его еще называют «ударом в один темп». Он требует сосредоточенности, правильного расчёта времени и дистанции. Широкое использование встречных ударов говорит о высоком классе атлета.
Встречный удар должно выполнять одновременно с уклоном, нырком, либо с дополнительным прикрытием.
Встречный удар может быть выполнен с шагом вперёд, вперёд в сторону, назад в сторону, с шагом назад, а также с круговым движением.
Встречный удар может остановить атаку сильного, уверенного в себе соперника, произвести на него деморализующий эффект.
Встречный удар более эффективен при атаке противника с шагом вперёд, либо на его шаговые приготовления к атаке, так как запас времени в этом случае больше, чем при атаке без шага.
Поэтому, чаще встречные удары нужно использовать именно при атаках противника с шагом, либо на его шаговые приготовления к атаке.

### Ответные удары
Ответный уда́р — это удар, выполняемый сразу же после защиты от атаки противника (активная защита). Его ещё называют контрударом во второй темп.
Когда противник наносит атакующий удар любой рукой, боец должен защищаться от этого удара (уклон, нырок, уход, подставка), а затем сразу же наносить ответный удар. Эффективность ответного удара заключается в быстроте и точности его выполнения. Поэтому в отработке техники ответных ударов особое внимание должно уделять экономии движений.
При выполнении защитного движения нужно стремиться к лёгкости и точности выполнения защиты. Не должно быть суеты и лишних движений. Уклоны, нырки и уходы необходимо выполнять минимальным движением, без большой амплитуды, чтобы после этого ответить быстро, точно и вовремя.
При отработке техники контрударов вначале необходимо концентрироваться на правильности и аккуратности выполняемых приёмов. И лишь после полного овладения техники выполнения контрудара, необходимо подключать скорость и силу.
Против определённого удара противника можно применить большое разнообразие контрударов. Однако существует только один наиболее эффективный, который наиболее подходит в данной ситуации. Это утверждение справедливо для любого удара.
Когда противник наносит атакующий удар боец находится в ситуации выбора, когда необходимо обойти атакующее движение противника и нанести наиболее подходящий для данной атаки удар. Это должно выполнять автоматически. Добиться этого возможно, благодаря упорным тренировкам.
Вначале на определённый удар отрабатывают множество техник контрударов. Техника выполнения каждого контрудара должно анализировать в процессе отработки, шлифовать и доводить до автоматизма. Но полное овладение техникой контрударов возможно лишь после многочасовых ежедневных спаррингов с различными противниками, где в процессе долгой и упорной практики на каждый определённый удар вырабатывают один наиболее эффективный контрудар, который более всего подходит для данного удара.

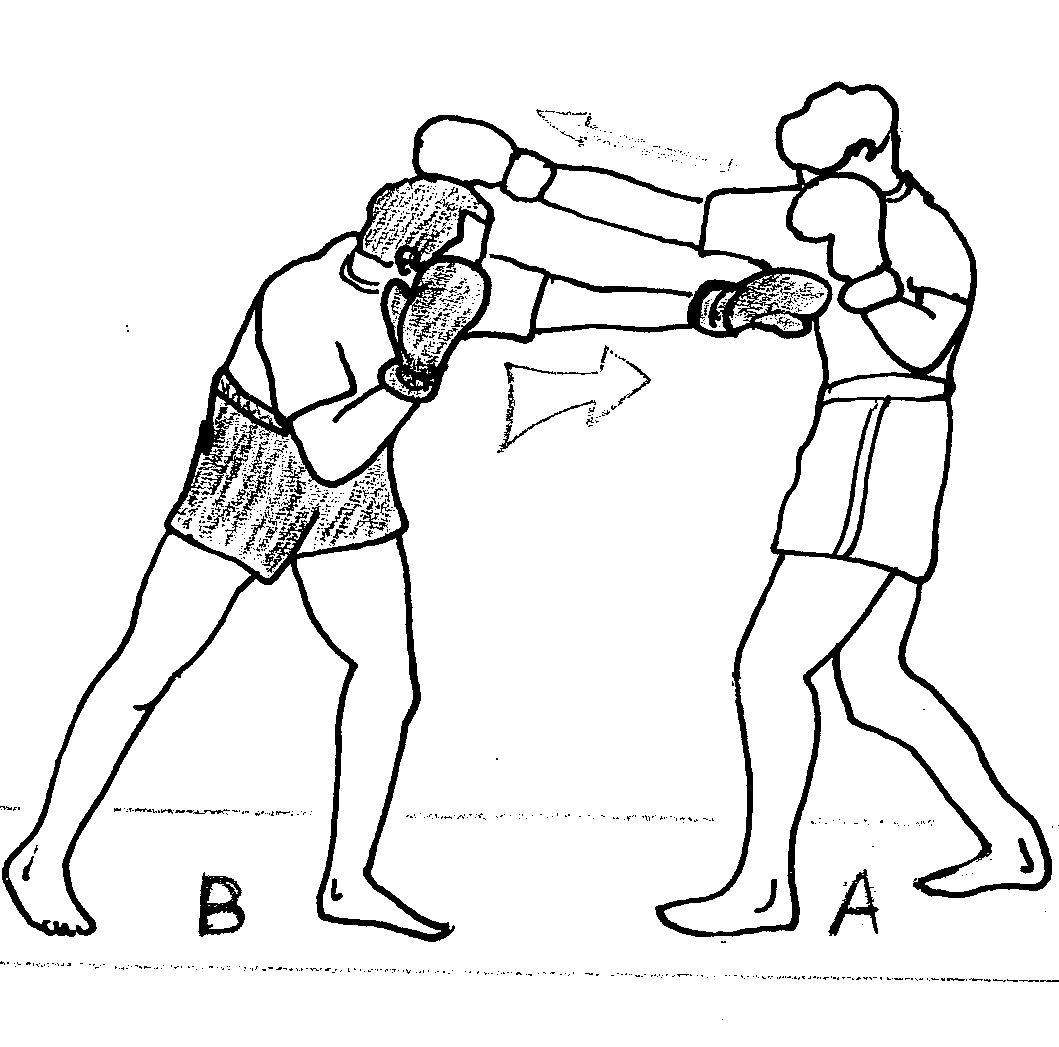
Боксёр В проводит контрудар левым джебом против удара правым кроссом боксёра А
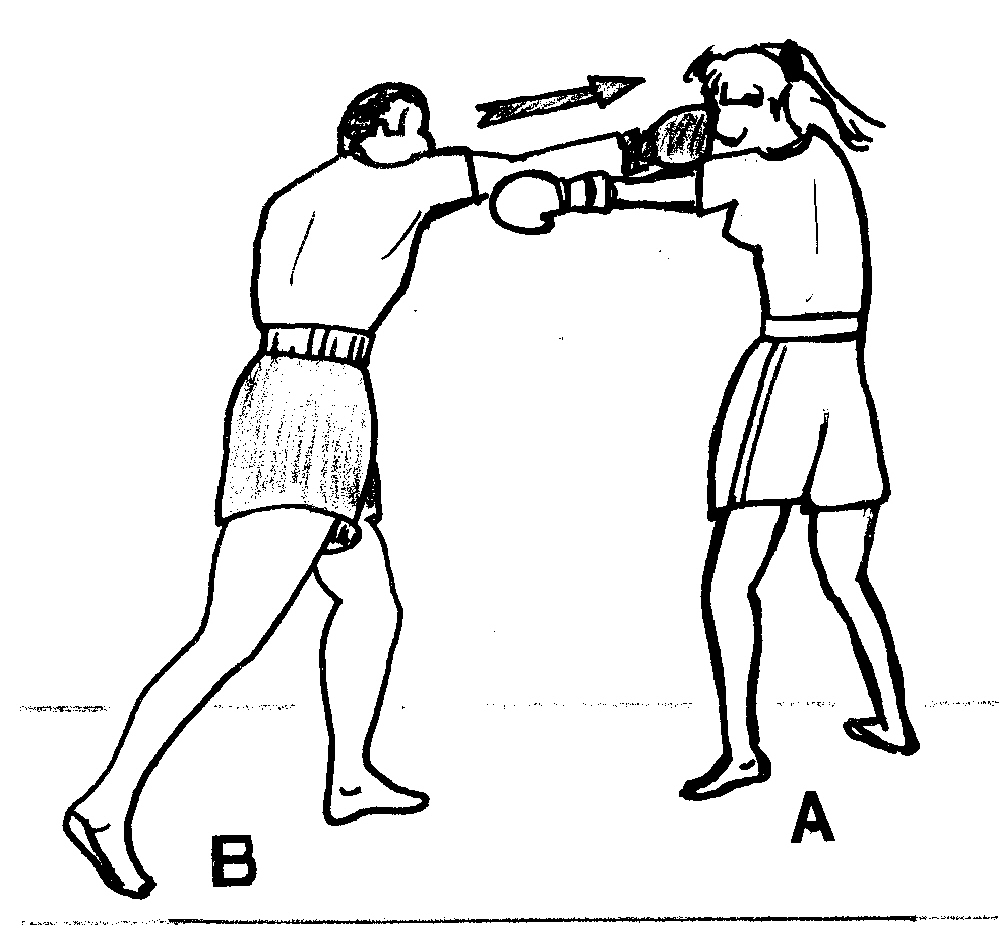
Боксёр А проводит левый джеб, боксёр В контратакует его правым кроссом в голову
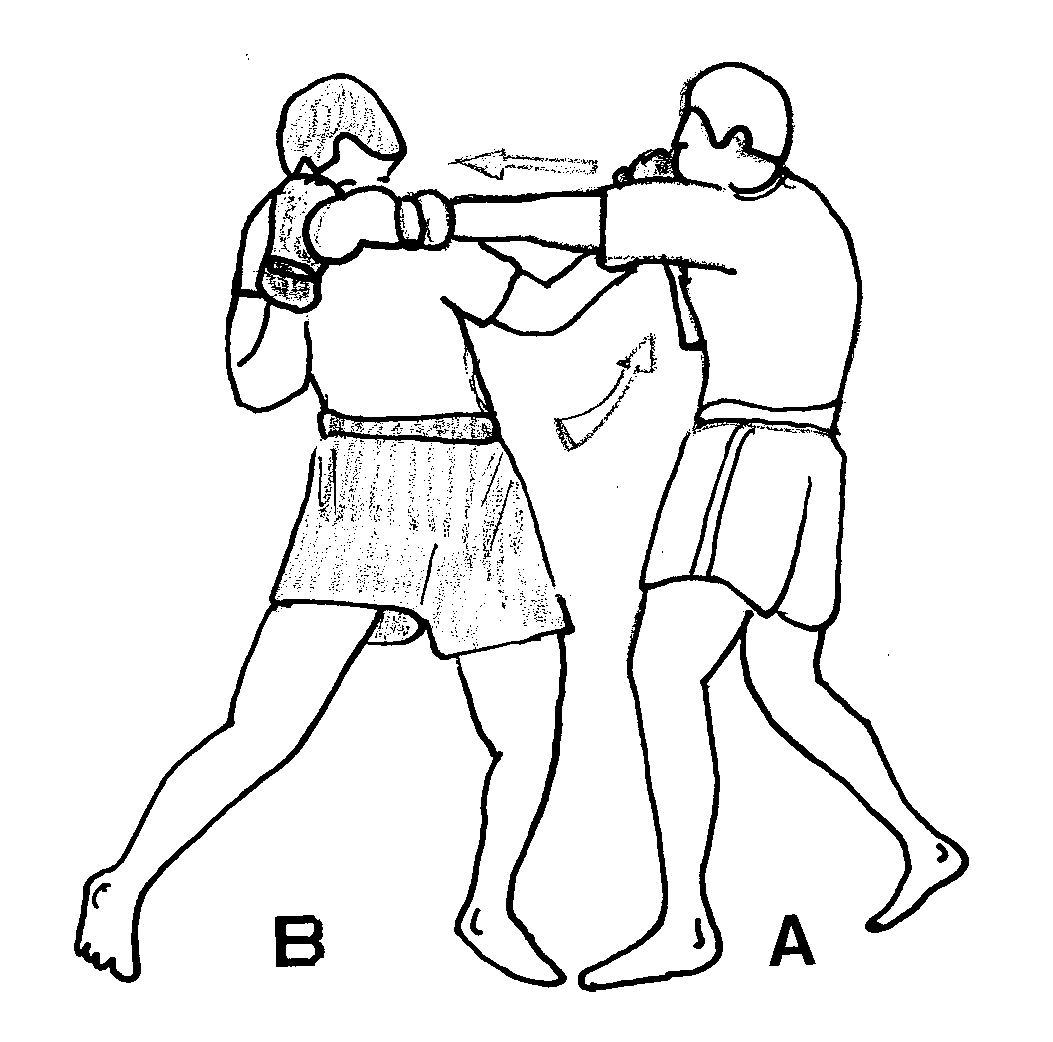
Боксер B использует удар Боло в качестве контрудара левому джебу боксёра А

## Контратака
Контрата́ка — переход к наступлению против атакующего бойца. Одно из важнейших боевых средств боксёра. Искусство контратак — это удел настоящего мастера. Контратака — это не защита. Это использование атаки противника для развития собственной. Контратака состоит из защиты, соединённой с контрударом. Переход от защиты к контратаке строят на удобном противодействии противнику — избегают удар (обычно первый) и захватывают инициатива путём ответных ударов со своей стороны. Всякую контратаку нужно строить на контрударе, соединённом с защитой. Это соединение состоит в том, чтобы своевременно взятой защитой избежать удара противника (обычно первого), а одновременно с ней или следующими после неё ударами захватить инициативу боя. Контратака включает в себя встречные и ответные удары, останавливающие удары (так называемые «стоп удары» или «стопинги»).
На контратаках может быть построен весь бой того или иного боксёра. Подготавливают контратаку раскрытиями, ложными атаками, выжиданием, вызывая этим противника на атаку и мгновенно перехватывая её встречными или ответными ударами в сочетании с защитами. Боксёры этой манеры ведения боя отличаются особой быстротой реакции и боевых движений.
Контратака как средство активной обороны является существенной частью тактики бокса. Отличное владение техникой и решительность придают контратаке большую действенность. Неожиданной контратакой боксёр всегда может застать противника врасплох.